# Alexandra Gonin
Alexandra Gonin (* 26. März 1967 in Paris) ist eine französische Schauspielerin, Sängerin, Tänzerin und Choreografin.

## Leben
Alexandra Gonin wuchs in Paris auf, wo sie auch bis heute lebt. Ab ihrem zehnten Lebensjahr absolvierte sie eine professionelle Tanzausbildung. Später kamen eine Schauspielausbildung und eine Gesangsausbildung in Paris dazu.
Seit 1980 wirkt sie in unregelmäßigen Abständen als Schauspielerin vor der Kamera in Film-und-Fernsehproduktionen mit. Einem Millionenpublikum bekannt wurde sie vor allem Anfang der 1980er-Jahre an der Seite von Sophie Marceau durch ihre Rolle der Samantha Fontanet in den Filmen La Boum – Die Fete und La Boum 2 – Die Fete geht weiter. Als Bühnendarstellerin wirkte sie in zahlreichen Theaterstücken wie Oliver Twist, aber auch in Operetten wie The Tempest sowie auch in zahlreichen Musicals und Ballett-Aufführungen. Sie war einige Jahre an der Pariser Oper als festes Ensemblemitglied engagiert. Seit 2007 unterrichtet sie an verschiedenen Pariser Tanzschulen als Tanzlehrerin und Choreografin.
Sie hat einen Sohn (* 1997).

## Filmografie (Auswahl)
- 1980: La Boum – Die Fete
- 1982: La Boum 2 – Die Fete geht weiter
- 1984: Les Parents ne sont pas simples cette annee
- 1989: Orages d'ete (Fernsehserie, 8 Folgen)
- 1991: Im ersten Kreis der Hölle
- 1992: La voix
- 1998: Le dernier chaperon Rouge
- 2000: Le Grand Patron (Fernsehserie, 1 Folge)
- 2002: Paradisco
- 2006: S.O.S. 18 (Fernsehserie)
- 2015: Section de recherches (Fernsehserie, 1 Folge)
- 2017: Les enfants Lachance